# T-80
T-80 är en sovjetisk/rysk stridsvagn som är en vidareutveckling av stridsvagnen T-64. Den började produceras 1976 som en ny huvudstridsvagn för de sovjetiska styrkorna. T-80 har exteriört stora likheter med T-72. T-80 var den första sovjetiska serietillverkade stridsvagnen som drevs av en gasturbinmotor.

## Produktionshistorik
I slutet av 1970-talet hade Sovjetunionen behov av en ny stridsvagn. T-64, som var den mest avancerade stridsvagnen när den kom, hade vissa brister. Eldledningssystemet och styrningen var inte tillräckligt bra och den var väldigt dyr att producera. Så man tog beslutet att en ny stridsvagn skulle tillverkas, parallellt med T-72. 
SKB-2-designbyrån vid Kirovfabriken i Leningrad började experimentera på en ny modell baserad på T-64:an. Bland annat med en ny gasturbinmotor och förbättrad upphängning från T-72. Resultatet blev den relativt lätta, men snabba och kraftiga T-80, som introducerades 1976. Stridsvagnen tillverkades av LKZ, Omsktransmash och Malyshevfabriken i dagens Ukraina, till skillnad från de flesta andra ryska stridsvagnar som har producerats i Uralvagonzavodfabriken i Niznij Tagil.  
Tanken var att T-72 skulle massproduceras för Sovjets huvudstyrkor och export, att de östtyska och ungerska styrkorna skulle använda T-64 från och med 1981 och T-80 skulle produceras för vissa pansarstyrkor.
Produktionen påbörjades 1985 också i Malyshevfabriken i Ukraina. År 1985 började där den ukrainska varianten T-80UD tillverkas, vilken drevs av en dieselmotor. 
Idag produceras T-80 endast för export av Omsktransmash. De flesta ryska T-80 har idag placerats i reserv och är till stor del ersatta av T-90, en uppdaterad variant av T-72. En ny generation av stridsvagnar i form av T-14 Armata aviserades vid Segerparaden i Moskva 2015, men serieproduktionen av dessa har försenats.

## Utrustning
T-80 var den första ryska stridsvagnen med att ha en laseravståndsmätare, ballistiskt datasystem och mörkerseende utrustning (däribland Agave-2). Den är även försedd med reaktivt pansar detta innebär att fordonet har ett stort antal block monterade på vagnens översida och torn. Varje block reagerar och exploderar när det träffas av laddningar med riktad sprängverkan. Genom explosionen i blocket sprids den riktade strålen och dess kraft blir därmed svagare. Kraften räcker ofta inte riktigt till att tränga in i vagnen, vilket gör att T-80 inte kan penetreras av någon av Natos pansarspränggranater. Vissa är även utrustade med bland annat Drozd eller Arenaskyddssystem. Alla dessa skyddsutrustningar har gjort att T-80 är en av de mest skyddade stridsvagnarna i tjänst. T-80 modellerna kan även ha 9K112 Kobra SACLOS pansarvärnsrobotar. 
År 1984 introducerades den nya varianten T-80U (U står för uluchsheniye som betyder förbättrad). Själva vagnens designades av SKB-2 i Leningrad, kanonen och tornet designades av Morozov-designbyrån (samma som gjorde T-64:an). Den är försedd med gyrostabiliserad vapenutrustning, en ny generations reaktiva pansarblock som kallas Kontakt-5, Brod-M amfibieutrustning, projektilbaneberäknande datorer och avståndsmätande sikte. Hela systemet möjliggör avfyring under rörelse. T-80U kan avfyra 9M119 Reflecks pansarvärnsrobotar. Den fjärrstyrda kulsprutan för befälhavaren är utbytt mot en mer flexibel variant.
T-80U har även GTD-1250 gasturbinmotor, som är en förbättring av GTD-1000T och GTD-1000TF som är installerade på de tidigare T-80 modellerna. Den nya motorn kan drivas med jetbränsle, diesel eller bensin. Den nya motorn är pålitlig och dynamiskt stabil och gör T-80 till en av de snabbaste stridsvagnarna i världen. På grund av den relativt låga vikten och den lilla storleken (jämfört med USA:s M1 Abrams) har T-80 modellerna fått smeknamn som "flygande stridsvagnar". Nackdelen är att de, som de andra ryska stridsvagnarna, har en stor bränsleförbrukning, som den ryska armén såg som oacceptabelt under de tjetjenska konflikterna.    
T-80U är utrustad med en 125 mm 2A46M slätborrad kanon, med det nya eldledningssystemet som är en förbättring av de som är installerade på de äldre ryska vagnarna. Kanonen kan avfyra fenstabiliserad projektiler, pansarspränggranater och spränggranater. Den bär 45 projektiler varav 28 är förvarade i ammunitionsmagasinet till T-80:s automatiska hydromekaniska laddare. Räckvidden med siktet är 3 000-4 000 m beroende på ammunitionstypen. 9M119 och 9M119M pansarvärnsrobotar kan också skjutas genom kanonen med en räckvidd på 100–4000 m. Robotarna är till för att förstöra tungt bepansrade fordon eller helikoptrar på ett avstånd av 5 km.

## Användning
Under augustikuppen 1991 filmades flera T-80-stridsvagnar som deltog i kuppen av journalister när de åkte in mot centrala Mosknva. Kaos rådde och Boris Jeltsin satte med folkligt stöd stopp för kuppen och senare samma år upplöstes Sovjetunionen.
Parlamentet i det nya Ryssland bestod dock fortfarande av "gammalkommunister" som ville ha ett nytt Sovjet med kommunistisk ledning. Jeltsin avskedade dem, men de vägrade avgå. Den 3 oktober 1993 barrikaderade de sig i parlamentsbyggnaden vita huset. Jeltsin svarade med att kalla in armén. Vita huset sattes under karantän och efter en kort tids belägring gav Jeltsin order att låta T-80-stridsvagnarna öppna eld. Huset fick många skador och en stor brand uppstod, och gammalkommunisterna gav upp. Belägringen av vita huset i Moskva var över.
Under det första Tjetjenienkriget började T-80-stridsvagnarna för första gången att sättas in i strid. Eftersom kriget var ett gerillakrig mot en okonventionell armé utan stridsfordon var T-80:s effektivitet nästan enbart psykologisk. Då och då kunde den användas som stöd i stora strider, men annars gjorde pansarbandvagnar större nytta genom att transportera soldater. En tung stridsvagn med en 125 mm slätborrad kanon är till liten nytta mot en fiende som knappt syns och gömmer sig i små grupper i skogar och bland civila i städer. Det reaktiva pansaret gav ett bra skydd, men vissa T-80-vagnar förstördes av bland annat stridsvagnsminor.
Under kriget i Georgien 2008 användes T-80 återigen i strid av Ryssland. 
Majoriteten av Rysslands pansarstyrkor består idag av T-80- och T-72-stridsvagnar (cirka 8200 stycken), plus en del T-90-vagnar. 
Hittills har T-80U exporterats till Pakistan 1997. Även Sydkorea lär ha gjort beställningar på ett antal vagnar. Kina beställde 200 T-80U-stridsvagnar 1993.
T-80 finns idag i tjänst hos Cypern 41, Kina 200, Pakistan 100, Ryssland 0, Sydkorea 80, Ukraina 273.

## Varianter
- T-80: Den första modellen av T-80 som byggdes 1978. Några hundra byggdes innan produktionen gick över till T-80B.
- T-80B: Kallades ibland för Beryoza (björkträdet). Modifierad modell med kompositpansar-K på tornet som skydd från pansarbrytande projektiler.
- T-80BK: befälstridsvagnsmodell av typen T-80B. Utrustad med bättre kommunikationsutrustning.
- T-80BV: första T-80-modellen med reaktivt pansar. Ämnad för strid mot amerikanska stridsvagnar. Senare varianter är väldigt lika T-80U.
- T-80U: introducerades 1984 och sågs öppet först 1989. Den kallades för SMT (Sovjet Medium Tank) M1989 av NATO. Den nya formen på tornet och att den är försedd med andra generationens Kontakt-5 reaktivt pansar gjorde den bättre skyddad. Den här modellen är utrustad med 9M119 Svir laserstyrda pansarvärnsrobotar som ersatte det äldre Kobrasystemet. Robotarna avfyras från kanonens eldrör. T-80U har också en starkare GTD-1250 gasturbinmotor.
- T-80UD: Ukrainsk version med en 1 000 hk 6TD-1 dieselmotor och med första generationens reaktivt pansar från 1985. 500 stycken T-80UD vagnar byggdes i Malyshev fabriken mellan åren 1987-1991. 300 var fortfarande i produktion när Sovjetunionen kollapsade, vilket har gjort att fler T-80UD:or är i tjänst hos Ukraina än i Ryssland. Idag tillverkas den nästan uteslutande i Ryssland. I augusti 1996 beställde Pakistan 320 stycken T-80UD-stridsvagnar för cirka 580 miljoner dollar. De första 15 levererades i februari 1997. I mars och maj levererades 35 till, men de hade tekniska fel och pakistanska regeringen avbröt beställningen enligt uppgifter från tidningen Moscow's Kommersant Daily.
- T-80UK, T-80UDK: befälsversioner med R-163-50K och R-163-u-radio. De är också utrustad med TNA-4-navigationssystem, ny modell av ett elektriskt laddningssystem och Agave mörkerseende instrument som har en räckvidd på 2 600 meter. Dessa stridsvagnar blev de exporterade under 1990-talet i Ryssland.
- T-80UE: en billigare exportvariant av T-80UK. Introducerades 1999 och är utrustad med Shtora skyddssystem.
- T-80UM: uppgraderad med bättre Buran-P värmeseende (termiskt) sikte för skytten, 9M119M Reflecks-M målsökande robotar och med en tv-skärm för befälhavaren så att han ser omgivningen. Senare varianter är även utrustade med 125 mm 2A46M-4 slätborrad kanon, 1G46M sikte och TO-1KO-4 Buran-R värmeseende sikte. Den är detsamma som T-80U, men saknar infraröd sökningsstrålkastare av typen Luna. T-80UM har andra generationens reaktivt pansar.
- T-80UM I: även kallad Bars och snöleoparden. Prototyp med Shtora- och Arenaskyddssystem. Man tror att den är utan Kontakt-5 reaktivt pansar.[ifrågasatt uppgift]
- T-80UM II: mer känd som Tjornyj Orjol (stridsvagn Svarta Örnen). Väldigt lite är känt om denna stridsvagn. Stridsvagnen är utrustad med ett nytt platt torn med en standardladdare för vanliga T-80:or och Kaktus reaktivt pansar. En ny förvaringslösning för ammunition ska hindra att den ska fatta eld vid en träff. Tjornyj Orjol och T-95 är en ny modell av ryska stridsvagnar där tornet är obemannat. Besättningen sitter i en separat kapsel i chassit. Några exemplar har producerats men man vet inte vilken av de två som den ryska armén tänker ha som ny huvudstridsvagn.[ifrågasatt uppgift]
- T-84: ny ukrainsk version baserad på T-80UD där vissa modeller har en 120 mm NATO kanon. Började tillverkas i Ukraina 1994 som ett projekt för den ukrainska armén, oberoende av de ryska stridsfordonstillverkarna. Sattes i tjänst 1999 i Ukrainas armé. De senaste varianterna har ett betydligt större torn än de ursprungliga T-80 modellerna. 20 % av komponenterna till T-84 tillverkas fortfarande i Ryssland.

## Modifieringar
- BREM-80U: bepansrat bärgningsfordon (ARV engelska Armoured recovery vehicle), baserad på T-80U med en 18 ton kran och en 35 ton vinsch.
- BREM-84: Ukrainsk version av BREM-80U.
- 2S19 Msta-S: självgående 152 mm artilleri baserad på T-80:s växlar och T-72:s standardmotor. Det finns också en variant med en NATO standard 155 mm kanon.

## Bildgalleri

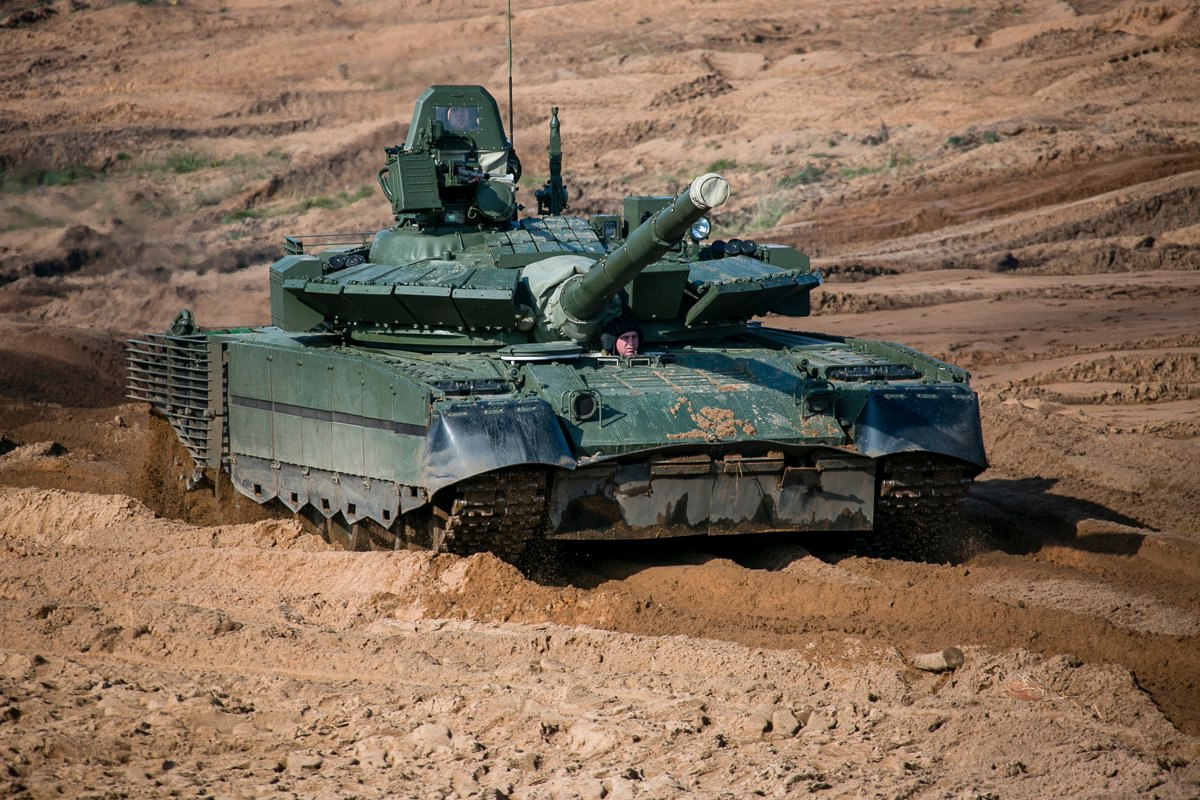
T-80BVM.
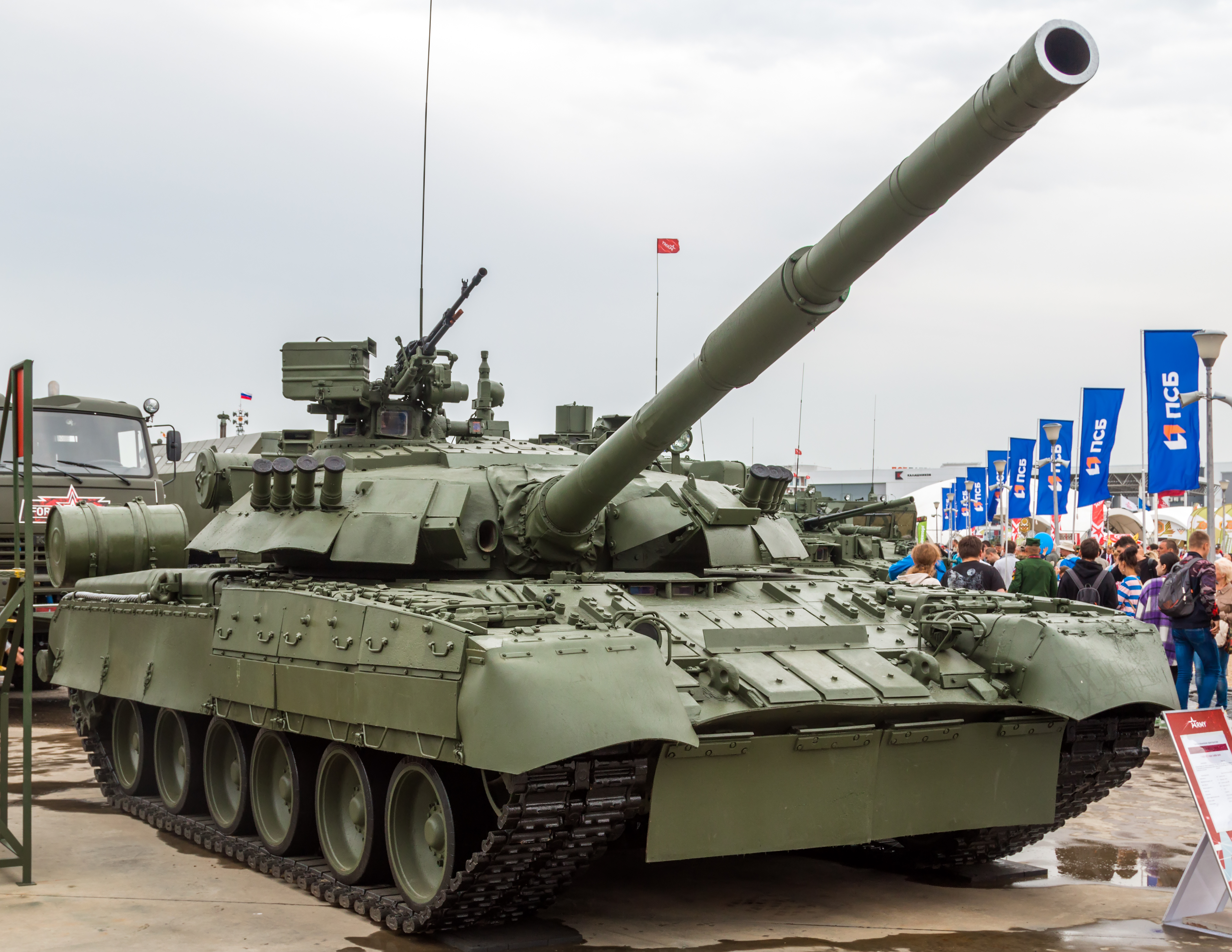
T-80U-E1
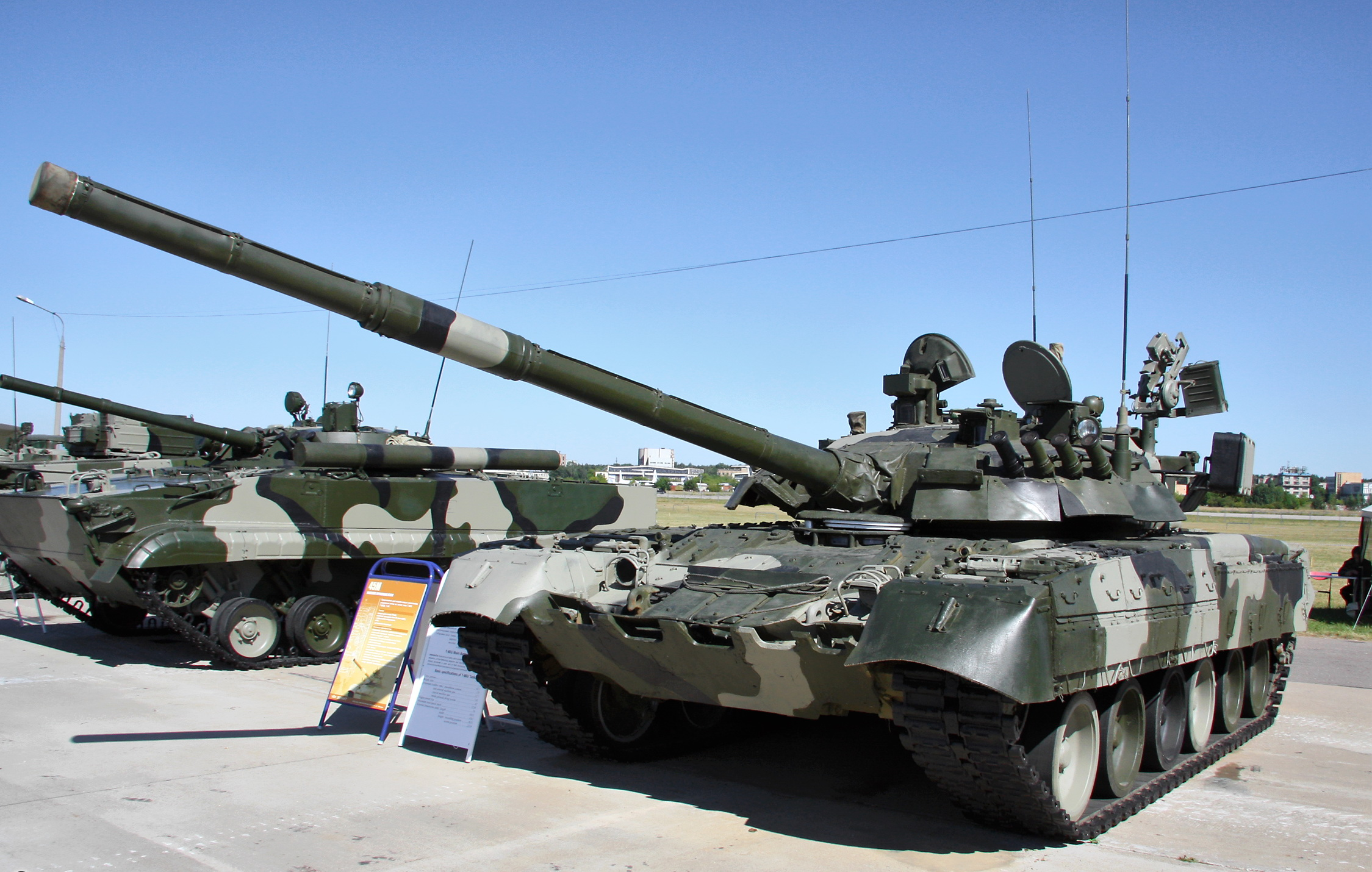
T-80U.
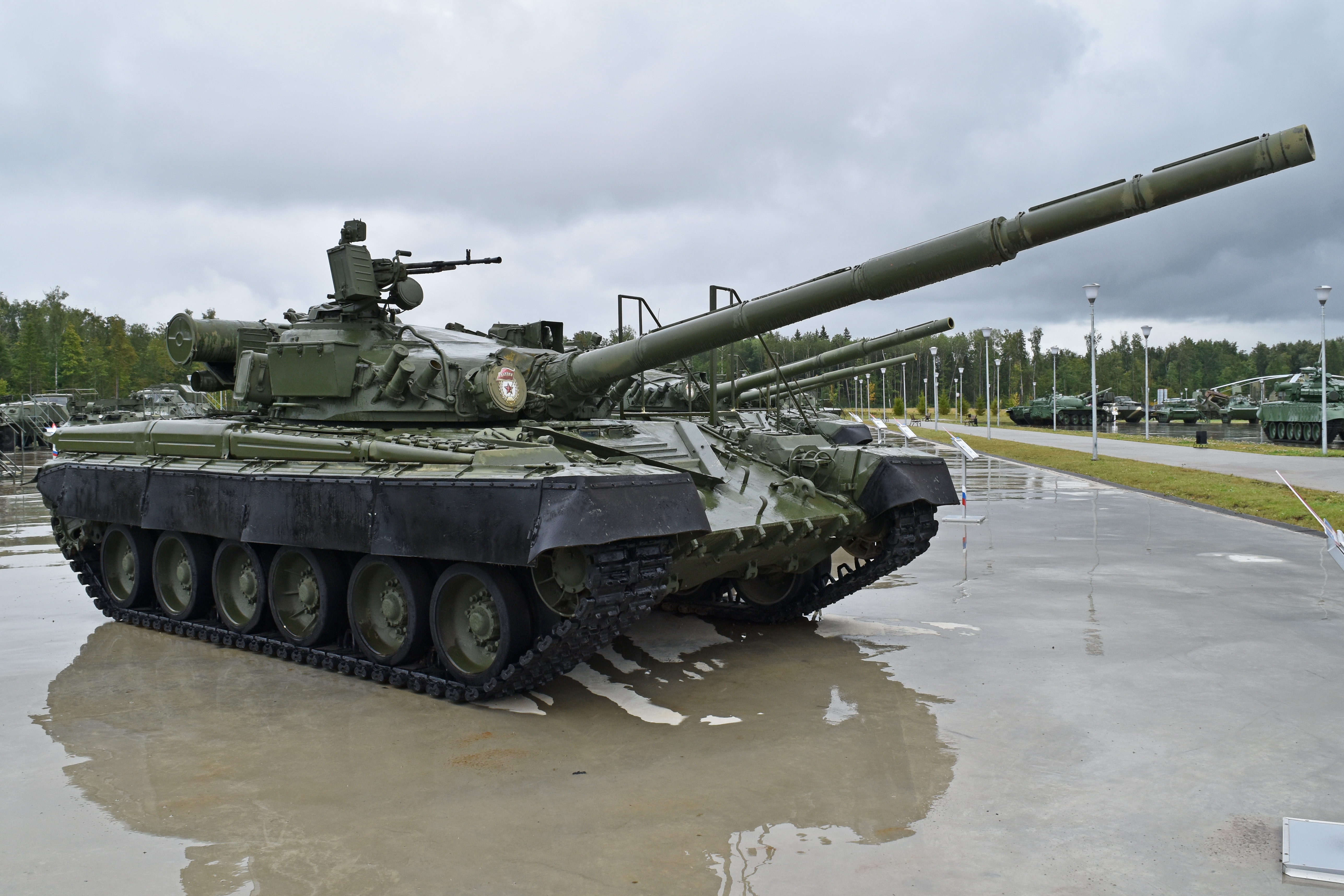
T-80B.
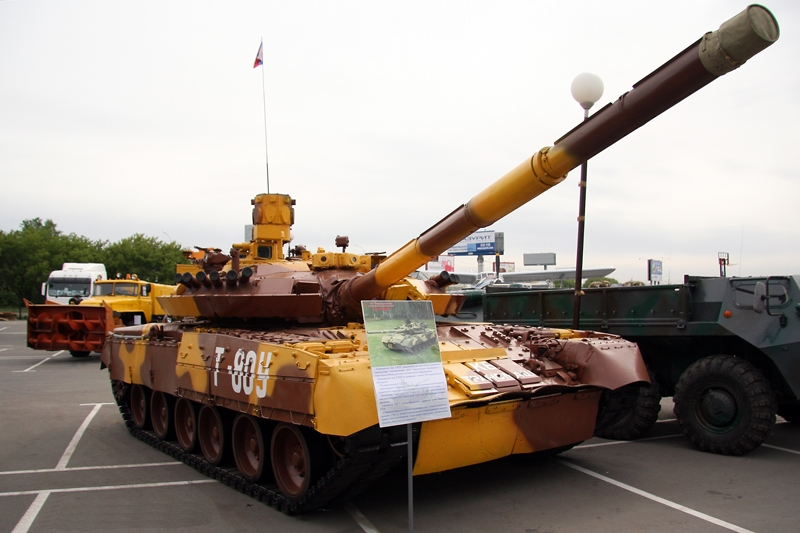
T-80UM-1.